# Choiseul (provincija)
Choiseul je jedna od devet provincija u Salomonskim Otocima

## Zemljopis
Površina provincije je 3.847 km². Najveći otok u provinciji je Choiseul s površinom od 3.294 km², tri manja otoka su Taro s 1,5 km², Vaghena s 243 km² i Rob Roy s 200 km². 

### Otoci
- Choiseul
- Cyprian Bridge
- Nuatambu
- Rob Roy
- Taro
- Vaghena

## Demografija
Prema podacima iz 2009. godine u provinciji živi 26.379 stanovnika, dok je prosječna gustoća naseljenosti 7 stanovnika na km². U provinciji većinska je skupina nekoliko melanezijskih naroda, dok samo na otoku Vagheni živi narod koji govori gilbertski jezik i nije iz skupine melanezijskih naroda.

## Vanjske poveznice
- Informacije o Choiseulu
- Povijest Choiseula